# John Lyman Faxon
John Lyman Faxon (Quincy, 1851-1918, Newton) fue un arquitecto estadounidense que ejerció en Boston, durante finales del siglo XIX y principios del XX. Tres de sus edificios, la Primera Iglesia Bautista de Newton (1888), la Primera Iglesia Congregacional de Detroit (1889-91) y la antigua Escuela Secundaria East Boston de Boston (1898-1901), se han incluido en el Registro Nacional de Lugares Históricos (NRHP por su sigla e inglés).

## Vida y carrera
John Lyman Faxon nació el 19 de julio de 1851 en Quincy, hijo de Francis Gray Faxon y su prima hermana, Elizabeth (Faxon) Faxon. Asistió a la escuela de arquitectura del Instituto de Tecnología de Massachusetts, donde se graduó en 1874. Luego formó una sociedad con su tío, J. Warren Faxon, un tendero que se convirtió en desarrollador inmobiliario. Esta asociación, conocida como J. W. & J. L. Faxon, se formó para diseñar y desarrollar edificios en el centro de Boston. Esta se disolvió en 1876 y Faxon pasó entonces a la práctica privada. 

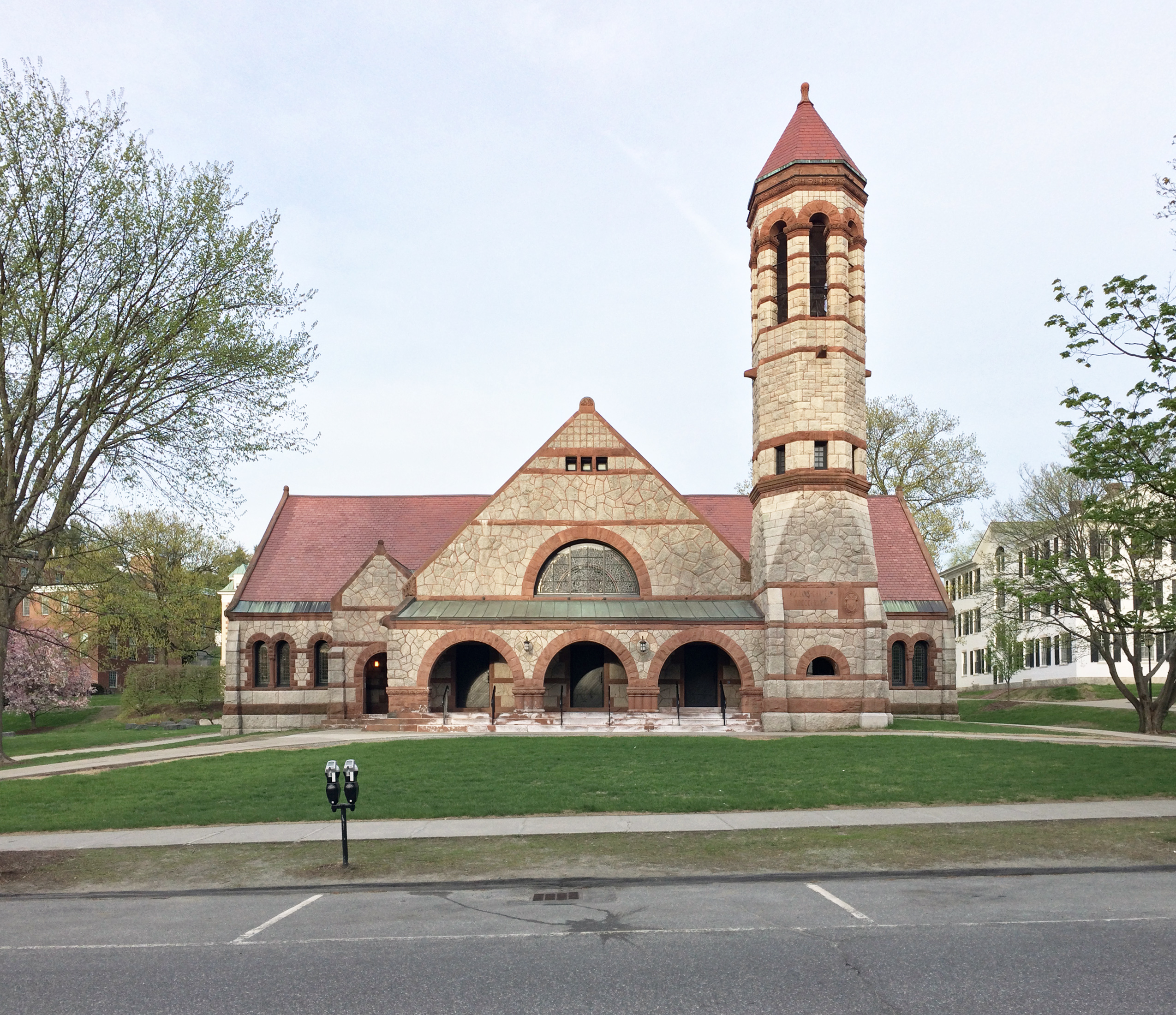
Capilla Rollins, Dartmouth College, Hanover, Nuevo Hampshire, 1884-85

En 1877, se trasladó brevemente a Saint John, la segunda mayor ciudad de la provincia canadiense de Nuevo Brunswick, impulsado por el incendio de ese año. En la práctica como Currier & Faxon con el arquitecto de Springfield James M. Currier, Faxon fue uno de los muchos arquitectos que participaron en la reconstrucción de Saint John. Faxon regresó a Boston en enero de 1878.
En 1909, Faxon se asoció con los arquitectos de Nueva York Danford N. B. Sturgis, hijo del arquitecto Russell Sturgis y Norman McGlashan. La nueva firma de Sturgis, Faxon & McGlashan, conocida como Sturgis & Faxon desde 1910, tenía oficinas en Nueva York y Boston, pero fue interrumpida por la muerte de Sturgis en 1911.

## Vida personal
Faxon se casó en 1882 con Mary Jane Carr de Quincy. Se separaron alrededor de 1888 y ella murió en 1894. Tuvieron una hija.
Faxon murió el 13 de marzo de 1918 en Newton.

## Legado
Faxon fue el autor de Byzantine Art and the New Old First (1891), escrito para explicar su filosofía arquitectónica, así como su diseño de la Primera Iglesia Congregacional de Detroit. También escribió extensamente sobre arte y diseño en la prensa arquitectónica. Después de su retiro, Faxon preparó un manuscrito titulado The Ancient Theatres of Europe, que fue terminado pero inédito en el momento de su muerte. Fue regalado a la Biblioteca Pública de Boston en 1925.
Al menos tres edificios diseñados por Faxon se han incluido en el Registro Nacional de Lugares Históricos de los Estados Unidos, y otros contribuyen a los distritos históricos incluidos en la lista.

## Obras
- Ayuntamiento de Holbrook, Holbrook (1878)[10]
- Escuela Emerson (antigua), Concord (1880)[11]
- Ayuntamiento de Mansfield, Mansfield (1882-83, demolido)[12]
- Leonard School (antigua), Malden (1884)[13]
- Capilla Rollins, Dartmouth College, Hannover, New Hampshire (1884-85)[14]
- Hotel Victoria, Boston (1886)[15]
- Primera Iglesia Bautista, Newton (1888, NRHP 1982)[16]
- Primera Iglesia Congregacional, Detroit (1889-91, NRHP 1979)[17]
- Dod Hall, Universidad de Princeton, Nueva Jersey (1890)[18]
- Brown Hall, Universidad de Princeton, Nueva Jersey (1892)[18]
- Ferdinand Building, Roxbury, Boston (1895, demolido en su mayoría en 2012)[19]
- Duodécima Iglesia Bautista, Boston (1895-96, demolida)[20]
- Escuela Mayhew, Boston (1896-97, demolida)[21]
- Iglesia Bautista Mount Olive, Cambridge (1896-98, demolida en 1920)[22]
- Escuela Secundaria de East Boston (antigua), (1898-1901, NRHP 2006)[23]
- Edificio de los Caballeros de Colón, New Haven, Connecticut (1904, demolido)[24]
- Escuela James Otis, East Boston (1904)[25]

## Galería
|                                |
| Ayuntamiento de Holbrook, 1878 |

|                                             |
| Capilla Rollins, Dartmouth College, 1884-85 |

|                          |
| Capilla Rollins, 1884-85 |

|                                       |
| Hotel Victoria (centro), Boston, 1886 |

|                                          |
| Primera Iglesia Bautista de Newton, 1888 |

|                                                         |
| Interior de la Primera Iglesia Bautista de Newton, 1888 |

|                                                    |
| Primera Iglesia Congragacional de Detroit, 1889-91 |

|                                          |
| Dod Hall, Universidad de Princeton, 1890 |

|                                           |
| Brown Hall,Universidad de Princeton, 1892 |

|                                        |
| Old East Boston High School, 1898-1901 |

|                                      |
| James Otis School, East Boston, 1904 |